# Resident Evil 3: Nemesis
Resident Evil 3: Nemesis, conosciuto in Giappone come Biohazard 3: Last Escape (バイオハザード3 ラストエスケープ?, Baiohazādo 3: Rasuto Esukēpu), è un videogioco della serie Resident Evil sviluppato e pubblicato da Capcom nel 1999 per PlayStation e successivamente per Windows, Dreamcast e GameCube.
Dal videogioco è stato tratto il romanzo di S. D. Perry dal titolo Resident Evil - Nemesis (2000).

## Trama
Resident Evil 3 si svolge quasi parallelamente a Resident Evil 2: inizia un giorno prima e si conclude quello successivo. Nel video introduttivo del gioco, ambientato il 26 settembre 1998, si vede un folto gruppo di zombi che avanza nelle strade della città attaccando i sopravvissuti. La R.P.D. e la SWAT costituiscono un posto di blocco per fermare l'avanzata degli zombi. Questi si scagliano contro la squadra di agenti barricata dietro alle loro automobili; iniziano a sparare appena si avvicinano, ma vengono assaliti. Contemporaneamente alcuni gruppi di mercenari della Umbrella Corporation (la multinazionale farmaceutica responsabile della creazione e liberazione del virus T) cercano anch'essi invano di trattenerli, ma vengono decimati a loro volta. Jill Valentine, un membro S.T.A.R.S. che si trova in città al momento del contagio, si ritrova invischiata in questa difficile situazione, ma decide di non arrendersi e fuggire.
All'inizio della partita (28 settembre) si vede Jill scampare ad un'esplosione e, appena supera una barricata, viene circondata da un gruppo di zombi. Per non essere divorata sfonda una porta e si rifugia in un magazzino. Lì incontra un uomo (Dario Rosso) che le racconta della sparizione di sua figlia e spaventato si chiude in un container. Jill, la sera del 28 settembre, esce dal magazzino e traversa la città nella speranza di raggiungere la centrale di polizia. Durante il percorso incontra una sua vecchia conoscenza: Brad Vickers (membro del team Alpha S.T.A.R.S., pilota di elicottero nel primo Resident Evil), rifugiato presso il Jack's Bar, ferito. Scampato alla morte, ha una breve discussione con Jill in cui le spiega che qualcosa di pericoloso è sulle tracce dei membri della S.T.A.R.S . Poco dopo ci si può anche imbattere in una donna che tenta di scappare da alcuni zombi: purtroppo è inutile provare a salvarla, poiché dopo un breve inseguimento verrà uccisa nei pressi dell'entrata del magazzino.
Jill, superato un vicolo dove si incontrano per la prima volta dei Cerberus (cani zombi), accede alla stazione di polizia attraverso il cancello principale. Nel cortile incontra Brad, ferito e barcollante, che le si avvicina in cerca di aiuto, ma compare all'improvviso un imponente B.O.W chiamata Nemesis, un nuovo tipo di Tyrant creato dalla Umbrella per uccidere gli agenti della S.T.A.R.S., scomodi testimoni dei fatti del primo capitolo. Nemesis uccide Brad e si avvicina minacciosamente a Jill: lo schermo si blocca e il giocatore può fare una scelta: affrontare il mostro o fuggire nella stazione di polizia. Negli uffici S.T.A.R.S. al secondo piano Jill intercetta la chiamata di un anonimo mercenario della Umbrella che chiede rinforzi. Scesa al primo piano, Nemesis entra sfondando una finestra e insegue la protagonista; a differenza degli altri mostri presenti nel gioco, Nemesis può attaccare a distanza con un lanciarazzi e oltrepassare un numero limitato di porte. Uscita dalla stazione, raggiunge un cantiere edile, infestato da dei Brain Sucker, l'ennesima creatura partorita dall'Umbrella. A seconda delle scelte del giocatore, Jill può passare o da un ristorante o dalla redazione giornalistica. Se passa per il ristorante e usa il gancio per aprire una botola nelle cucine incontrerà per la prima volta l'anonimo mercenario dell'Umbrella Biohazard Countermeasure Service (U.B.C.S.), ossia un giovane di nome Carlos Oliveira. I due hanno un breve colloquio, quando poi irrompe Nemesis. A seconda delle scelte del giocatore, si può scegliere se fuggire attraverso la botola e una volta giù risalire dal condotto alla fine prima che l'intera area venga sommersa dall'acqua o affrontarlo con Carlos. Una volta sconfitto, Carlos se ne andrà. Se il giocatore passa prima per la redazione giornalistica (che crolla a pezzi perché sta andando a fuoco), incontrerà per la prima volta Carlos Oliviera in quel punto e anche in questo caso Nemesis farà irruzione. Il tempo rallenta nuovamente e il giocatore dovrà compiere una nuova scelta: buttarsi dalla finestra e sfuggire momentaneamente al mostro o nascondersi nel locale. Nel secondo caso, un'esplosione stordirà il mostro e Jill guadagnerà del tempo.
Oltrepassato il municipio, Jill raggiunge la stazione tranviaria. Lì incontra Carlos e altri due mercenari dell'U.B.C.S: il sergente Nikolai Ginovaef e il capitano Mikhail Viktor, gravemente ferito e delirante. L'obiettivo della squadra è riattivare il tram per raggiungere la torre civica di St. Michael, suonare le campane e attirare un elicottero che li porterà in salvo. Se si torna nel magazzino all'inizio del gioco, si vedrà il cadavere di Dario Rosso sventrato e parzialmente sbranato da un gruppo di zombi. Jill, recuperato tutto ciò di cui ha bisogno (l'olio motore dalla stazione di rifornimento, l'additivo dall'ufficio vendite, il fusibile dalla centrale elettrica e il cavo elettrico da un parcheggio), si dirige verso il tram, ma il pavimento sotto di lei frana e resta intrappolata in un sotterraneo infestato dal Grave Digger, una sorta di verme gigante che può essere evitato o in alternativa ucciso facendo però uso di svariate munizioni. Superato il pericolo, attiva il tram (partono senza Nikolai, apparentemente deceduto) ma Nemesis irrompe per l'ennesima volta: Mikhail si fa esplodere per rallentarlo. I freni del tram sono fuori uso e il personaggio ha la possibilità di scegliere se buttarsi fuori dal finestrino o provare ad attivare il freno di emergenza. Nella seconda ipotesi, il tram uscirà dai binari e si schianterà nel cortile della torre di St. Michael. Questa scelta avrà conseguenze diverse sul proseguimento della storia.
Esplorata la torre (infestata dai ragni giganti che una volta uccisi rilasciano un gruppo di piccoli che attacca il personaggio), Jill giunge nella sala macchine e capisce di aver bisogno di un particolare ingranaggio per azionare le campane. Prima di potersi mettere a cercarlo, però, ricompare Nemesis e, a seconda della scelta del giocatore, lo si può tramortire col cavo dell'alta tensione oppure accecare col relativo riflettore, buttandolo poi giù dalla torre. Jill riattiva il meccanismo delle campane e le fa suonare. Scesa nel cortile, vede avvicinarsi l'elicottero che viene però abbattuto con un razzo sparato dal Nemesis, ricomparso armato di lanciarazzi.
Se in precedenza, sul tram, è stato selezionato l'utilizzo del freno di emergenza, si assisterà ad una scena in cui arriva Carlos e spara al lanciarazzi di Nemesis, che esplode e lo stordisce. A questo punto il giocatore sarà costretto al primo scontro obbligatorio col Tyrant e Jill nello scontro rimane infettata dal virus T. Sopravvissuta all'ennesimo scontro, sviene e viene soccorsa da Carlos che la porta al sicuro nella cappella della Torre.
Dopo due giorni in convalescenza, Jill si risveglia la mattina del 1º ottobre (è ancora notte). A questo punto Carlos va alla ricerca di una cura per Jill e il gioco passa nelle sue mani. La successiva ambientazione è l'ospedale adiacente alla torre, ormai semidistrutta. Nell'ospedale si incontra un altro tipo di creatura: gli Hunter, rettili antropomorfi molto pericolosi e in grado di decapitare il protagonista in un solo colpo. Preso il vaccino, Carlos ce la fa per un soffio a fuggire dall'ospedale che salta in aria (Nikolai ha installato una bomba a tempo) e riesce a dare il vaccino a Jill. Nel frattempo Nemesis torna di nuovo, evoluto a causa dei danni riportati nello scontro precedente ed è in grado di usare dei tentacoli come una frusta.
Jill attraversa il parco cittadino e arriva nel cimitero, dove si scontra per la seconda e ultima volta con il Grave Digger; poco prima in un cottage (che cela al proprio interno una piccola sala operativa), incontra Nikolai, che oltre a rivelare in parte i suoi piani, afferma di non aver intenzione di aiutarli a fuggire. Lasciandosi alle spalle la carcassa del Grave Digger, Jill raggiunge l'Impianto di smaltimento 12-A, una sorta di fabbrica in cui la Umbrella si disfava delle sue creazioni provenienti dal vicino laboratorio NEST. Poco prima di entrare incontra ancora Nemesis: a seconda della scelta (che influirà successivamente) il giocatore può decidere se buttarsi dal ponte sospeso o buttare giù il mostro. Entrata nella fabbrica Carlos comunica a Jill che il Governo degli Stati Uniti ha intenzione di lanciare una testata nucleare sulla città per contrastare l'epidemia. Jill accede al locale di smaltimento degli scarti e ha un combattimento a tempo con Nemesis. Una volta liquidato, Jill entrerà in possesso di una tessera magnetica in grado di aprire qualunque porta dotata di chiusura elettronica e con questa può accedere alla torre radio. Se in precedenza ci si era buttati dal ponte, si incontrerà per l'ultima volta Nikolai a bordo di un elicottero e proverà a sparare a Jill. Il giocatore può scegliere se rispondere al fuoco (si sbloccherà un combattimento dove Jill distrugge l'elicottero) o contrattare con lui (se ne andrà dopo un breve dialogo). All'incirca in questo punto si attiva un timer di 10 minuti: se il giocatore non finisce il gioco entro questo limite di tempo, verrà polverizzato nell'esplosione nucleare.
Nel combattimento finale Jill attiva un cannone laser, la "Spada di Paracelso", e, dopo un breve scontro, mette al tappeto Nemesis con quest'arma. Mentre esce dalla stanza quest'ultimo, prima di spirare definitivamente, prova ad attaccarla con un getto d'acido: a seconda della scelta lo può ignorare e dileguarsi o finirlo con alcuni colpi di Magnum.
Jill si dirige con Carlos verso l'elicottero che li porterà in salvo; a seconda della scelta presa sul ponte all'entrata dell'impianto cambierà il finale: se Nikolai viene ucciso dal Nemesis dentro l'impianto, Jill e Carlos fuggiranno con l'elicottero che è rimasto; invece se prima dello scontro finale Nikolai fugge con l'elicottero o viene abbattuto, arriverà Barry Burton (un poliziotto S.T.A.R.S., amico della protagonista) con un altro per salvarli. Jill e Carlos (ed eventualmente Barry) all'alba del 1º ottobre scappano da Raccoon City pochi istanti prima che la città venga polverizzata dalla testata nucleare.
Nell'epilogo i giornali radio confermano la distruzione della città, decisione che il governo U.S.A. ha dovuto prendere per fermare l'epidemia.

## Modalità di gioco
Il gioco è ambientato a Raccoon City ed inizia il 28 settembre, prima degli avvenimenti di Resident Evil 2 (29 settembre). La storia finisce 4 giorni dopo (1º ottobre). Ci sono vari eventi che collegano i due giochi.
La funzionalità chiave del gioco è un nuovo nemico-boss: Nemesis, un modello sperimentale di Tyrant ("tiranno") programmato dalla Umbrella per eliminare i membri della S.T.A.R.S., scomodi testimoni dei fatti del primo capitolo. Nemesis ha capacità simili a quelle di Jill (può correre, utilizzare armi e scansarsi), ed è inoltre il primo mostro in grado di aprire le porte per inseguire il giocatore da un'area ad un'altra.
La creatura si incontra molte volte durante il gioco, in momenti chiave, combattimenti finali ed in occasionali e casuali scontri durante le esplorazioni della città.
Diversamente dai due predecessori del gioco, non ci sono vari personaggi fra cui scegliere il protagonista. Il gioco è condotto sostanzialmente da Jill Valentine, ma c'è una breve sezione in cui il giocatore controlla l'agente operativo U.B.C.S. Carlos Oliveira. Diverse armi sono disponibili durante il gioco, ognuna con i suoi pro e contro.
Ci sono alcuni piccoli potenziamenti rispetto ai giochi precedenti. Resident Evil 3 incorpora una schivata di emergenza che permette al giocatore di scansare attacchi dei nemici, o spingere lontano gli zombi se il giocatore preme il pulsante azione appena prima che avvenga l'attacco del nemico.
Il giocatore può inoltre ruotare su sé stesso di 180 gradi completi premendo insieme i pulsanti indietro e corri. I nemici possono ora seguire il giocatore su e giù per i piani, e le scale non richiedono più il tasto azione per salire o scendere.
Il gioco include anche uno strumento di creazione munizioni con il quale possono essere create nuove pallottole a partire dal vari tipi di polvere da sparo che si trovano a mano a mano: le varie qualità di polvere, anche combinate fra loro, danno diversi tipi di munizioni. Inoltre, dopo che vengono create un tot di volte con lo strumento di stoccaggio, i proiettili possono essere potenziati.
I giocatori possono inoltre sparare ai fusti di olio o alle bombe posizionate in certe aree ottenendo piccole esplosioni per uccidere i nemici adiacenti. Il gioco incorpora inoltre una funzione di randomizzazione grazie alla quale le posizioni degli oggetti e dei nemici, così come le soluzioni di enigmi, cambiano durante le varie partite.
Il lanciagranate può utilizzare anche diversi tipi di granate: esplosive, infiammabili, acide e congelanti.
In alcuni momenti chiave del gioco, lo schermo lampeggia in negativo e il giocatore entra nella modalità Live Selection, nella quale si è chiamati a scegliere tra due possibili azioni (non scegliere fra le due rappresenta una terza scelta), ognuna modificando la direzione che la storia prende. Il tempo per effettuare la scelta è limitato prima che scatti la terza scelta.

## Creature
Rispetto ai capitoli precedenti, è praticamente raddoppiato il numero di nemici ed è stata aggiunto un sistema di randomizzazione dei nemici nelle stanze.
- Zombi: il nemico base del gioco. Uomini e donne affetti dal virus T. Lenti e goffi, singolarmente non sono particolarmente pericolosi ma un attacco di gruppo costituisce un serio rischio; alcuni di essi corrono e possono presentarsi in gran numero. Presenti soprattutto in zone e corridoi molto stretti in cui è difficile aggirarli.
- MA-39 Cerberus: dobermann affetti dal virus T. Estremamente aggressivi, si rivelano particolarmente pericolosi perché agili e relativamente piccoli.
- Brain Sucker e Drain Deimos: mostri dalle sembianze di insetti antropomorfi, veloci ed agili. I primi dispongono di un attacco venefico, i secondi invece possono compiere grandi balzi.
- Web Spinner: ragni infettati dal virus T. Venefiche, sono resistenti alle armi da fuoco leggere ma periscono facilmente sotto i colpi di quelle pesanti.
- MA-121 Hunter: grossi rettili umanoidi, rapidi ed estremamente pericolosi, dotati di artigli capaci di decapitare con un solo colpo. In questo capitolo sono presenti la variante β (beta) che presenta un rivestimento cutaneo differente, in cui sono ben evidenti delle ulcere rossastre. Rispetto alla versione α (alfa) standard si dimostrano meno potenti, ma più agili e reattivi.
- MA-124 Frogger: Conosciuti anche come variante γ (gamma) degli hunter, si tratta di esseri acquatici dall'aspetto di rospi. Si incontrano nel laboratorio sotterraneo dell'ospedale civico (in un'area segreta dove vengono studiati e allevati) e con il loro colpo di grazia ingoiano viva la vittima tutt'intera.
- Nemesis T-type: Il principale antagonista del gioco. Una potentissima B.O.W. programmata esclusivamente per eliminare i membri della S.T.A.R.S., scomodi testimoni dei fatti del primo capitolo. Appare come un energumeno deforme e ricoperto di suture, indossa un impermeabile nero ed è armato di lanciarazzi. Nemesis, più veloce di Jill, è dotato di forza e resistenza sovrumane, può aprire porte e uccidere il giocatore anche con un singolo colpo. Se ferito a morte, muta fisicamente: la sua prima mutazione lacera l'impermeabile e fa emergere tentacoli dalle braccia, mentre nell'ultima (dopo essere caduto nella vasca di smaltimento degli scarti e aver assimilato un Mr. X) diviene un mostruoso quadrupede deforme e tentacolare, in grado di sputare acido. Lo scontro con Nemesis è spesso evitabile ed è possibile sfuggirgli (solo in 3 casi lo scontro è obbligato).

## Differenze tra le versioni
Ci sono stati tre port di Resident Evil 3 dalla versione iniziale per PlayStation verso le seguenti piattaforme: Dreamcast, Windows e GameCube.
Le differenze tra di loro sono minime comparate ad altri giochi. Le versioni per Dreamcast e Windows permettono al giocatore di scegliere l'abbigliamento di Jill nel gioco principale dall'inizio senza andare alla boutique. Ci sono due abbigliamenti aggiuntivi non presenti nella versione per PlayStation. Il minigioco Operation: Mad Jackal è inoltre disponibile direttamente dall'inizio, con la nuova funzione di inviare i punteggi online sul sito ufficiale della Capcom (questa funzionalità è stata abbandonata).
La versione per Dreamcast permette inoltre ai giocatori di vedere la salute attuale del proprio personaggio attraverso un VMU. La versione per GameCube è un port diretto della versione per PlayStation senza contenuti aggiunti, con l'eccezione di un numero di frames maggiore (con una maggiore qualità video) nelle scene FMV.
Attualmente solo in lingua inglese, la versione PSOne di Resident Evil 3 si può scaricare anche con il servizio Sony PlayStation Network. Il gioco è compatibile sia per PSP che per PlayStation 3.

## Romanzo
Dal videogioco è stato tratto il romanzo di S.D. Perry Resident Evil - Nemesis, quinto capitolo nella sua serie di romanzi di Resident Evil. Il romanzo si colloca all'interno delle linee guida del gioco, nonostante l'autrice abbia scelto di ignorare alcune discrepanze tra il gioco e le sue precedenti storie, come per la decisione di Jill di restare a Raccoon City (anziché andare in Europa come ha fatto in La città dei morti e la distruzione di Raccoon City alla fine della storia.
Una discrepanza spiegata nel libro è l'improvvisa apparizione del Sindaco di Raccoon City, Warren. Nel romanzo viene spiegato che il Sindaco Warren è il Sindaco precedente, considerando che invece è Harris l'attuale Sindaco nella serie di Perry.
Tuttavia, come nel romanzo della Perry, ci sono nuovi materiali e scene addizionali non rappresentati nel gioco, come anche qualche differenza. Il personaggio ricorrente, presente solamente nel romanzo, di Trent (creato da Perry) conosce Carlos prima della sua missione e lo aiuta con informazioni prima di perdere il contatto.
Nel romanzo si scopre inoltre che Nicholai intendeva uccidere Mikhail per la sua insubordinazione e sofferenza. Nel gioco, Jill e Carlos decidono di lasciare i quartieri residenziali con la funivia senza Nicholai, poiché lo credevano morto in un attacco degli zombi, mentre nel libro diventano prima consapevoli della natura infida di Nicholai e decidono poi di lasciare la città senza di lui.
Il personaggio di Murphy Seeker manca nel romanzo, sebbene un nuovo personaggio chiamato Randy Thomas abbia un ruolo simile. Tyrell Patrick (uno dei supervisori o Cani da Guardia, come vengono chiamati nel romanzo) viene rinominato in Ken Franklin e la sua storia precedente differisce molto da quella vera.
Il romanzo finisce con Nicholai ucciso da Nemesis, mentre Carlos e Jill scappano dalla città senza aiuti esterni.

## Sviluppo
Inizialmente, i personaggi di Mikhail e Nicholai dovevano essere fratelli (i fratelli Ginovaef) nella prima bozza della storia.
In un'intervista i creatori della serie Shinji Mikami e Hiroyuki Kobayashi hanno rivelato che il gioco era stato originalmente concepito come una storia secondaria intitolata Biohazard (Resident Evil) 1.9. Solamente a metà dei lavori gli sviluppatori decisero di usare il titolo Resident Evil 3 dato che sentirono che il gioco meritava un titolo interamente suo. Successivamente Mikami ha detto in un'intervista che non voleva che il titolo Resident Evil 3 venisse usato per questo gioco.
Un altro titolo adatto per il gioco era Biohazard 2.1 (come si può vedere sugli storyboard del gioco). Infine il titolo fu definitivamente nominato Resident Evil 3: Nemesis anche a causa della pressione da parte di Sony, la quale voleva che Capcom pubblicasse almeno 3 capitoli principali della serie su Playstation 1.

## Remake
Dopo l'uscita nel 2019 del remake Resident Evil 2, nel 2020 viene pubblicato il remake Resident Evil 3, con visuale in terza persona, grafica in HD, gameplay rinnovato e alcuni cambiamenti nel compartimento storia.

## Guida ufficiale
Alcune illustrazioni della Guida Ufficiale sono state disegnate da Yoshihiro Togashi, famoso mangaka giapponese autore di Yu Yu Hakusho e Hunter × Hunter, grande stimatore di questa serie.